# Casa memorială Tompa László din Odorheiu Secuiesc
Casa memorială „Tompa László” din Odorheiu Secuiesc este o clădire cuprinsă în Lista monumentelor istorice din județul Harghita. În această casă a locuit poetul László Tompa (1883-1964) din anul 1920 și pănă la moartea sa, în 1964.

## Localizare
Casa memorială Tompa László, astăzi muzeu, se află pe strada Tompa László nr. 10, în centrul orașului Odorheiu Secuiesc.

## Istoric
Casa a fost construită în jurul anului 1900. În perioada 1920-1964, László Tompa a locuit în această casă. Aici a scris majoritatea poeziilor sale.